# Friedmanovo število
Friedmanovo število je v matematiki naravno število, ki je v danem številskem sestavu izraženo z vsemi svojimi števkami v poljubnem vrstnem redu v kombinaciji s katerokoli osnovno aritmetično opeacijo (+, -, ×, /) in včasih z eksponentom. 347 je na primer Friedmanovo število, ker je 347 = 73 + 4. Prva Friedmanova števila v bazi 10 so (OEIS A036057):
25, 121, 125, 126, 127, 128, 153, 216, 289, 343, 347, 625, 688, 736, 1022, 1024, 1206, 1255, 1260, 1285, 1296, 1395, 1435, 1503, 1530, 1792, 1827, 2048, 2187, 2349, 2500, 2501, 2502, 2503, 2504, 2505, 2506, 2507, 2508, 2509, 2592, 2737, 2916, 3125, 3159, 3375, ...
V izrazih se lahko uporabljajo oklepaji, vendar samo za poničenje privzete prednosti operacij, na primer v 1024 =  (4 - 2)10. Raba oklepajev brez znakov za operacije da trivialna Friedmanova števila kot je 24 = (24). Vodeče ničle ne veljajo, ker bi tudi dale trivialna Friedmanova števila kot je 001729 = 1700 + 29.